# Mann gegen Mann
„Mann gegen Mann“ (česky „Muž proti muži“) je třetí singl z alba Rosenrot německé industrialmetalové kapely Rammstein. Text písně pojednává o prožitcích a utrpení homosexuální lásky.
Videoklip k písni měl premiéru 1. února 2006 na televizní stanici MTV. Video je zajímavé tím, že v něm všichni členové kapely s výjimkou zpěváka Tilla Lindemanna vystupují nazí, u sebe mají pouze své hudební nástroje.

## Seznam skladeb
1. „Mann gegen Mann“ (3:51)
2. „Mann gegen Mann“ (Popular Music Mix od Vinceho Clarka) (4:06)
3. „Mann gegen Mann“ (Musensohn Remix od Svena Helbiga) (3:12)
4. „Ich will“ (Živé video z Festival de Nimes) (4:02)

## Umístění na žebříčku
- Spojené království: #59
- Německo: #20

## Složení kapely v době vydání
- Till Lindemann – zpěv
- Richard Z. Kruspe – kytara
- Paul H. Landers – kytara
- Oliver Riedel – baskytara
- Christoph „Doom“ Schneider – bicí
- Christian „Flake“ Lorenz – klávesy